# Ephedra fasciculata
{{#ifeq:0|0|{{#if:|{{#if:Ephedrafasciculata|[[]}}|}}}}
Ephedra fasciculata — вид голонасінних рослин класу гнетоподібних.

## Опис
Чагарник прямостоячий або сланкий, 0.5—1 м. Кора сіра, потріскана. Гілки блідо-зелені, стаючи жовтими з віком. Листя протилежні, 1—3 мм. Пилкових шишок 2 — кілька на вузлі, еліпсоїдно-оберненояйцюваті, 4–8 мм. Насіннєвих шишок 2 — кілька у вузлі, від оберненояйцюватих до еліпсоїдних, 6—13 мм. Насіння 1(2) на шишку, еліпсоїдне, розміром 5—12 × 3—5 мм, світло-коричневе, поздовжньо борозенчасте.

## Поширення, екологія
Країни проживання: Сполучені Штати Америки (Аризона, Каліфорнія, Невада, Юта). Росте на висотах від 350 м до 1200 м. Чагарник, що росте в посушливих районах на піщаному, кам'янистому або гравійної ґрунті. Часто записаний на кам'янистих схилах. Пов'язаний з Opuntia, Larrea, Acacia. Цвіте у квітні, і шишки з березня по квітень.

## Використання
Стебла більшості членів цього роду містять алкалоїд ефедрин і відіграють важливу роль в лікуванні астми та багатьох інших скарг дихальної системи. 
Стеблами пасуться тварини в зимовий період.

## Загрози та охорона
Немає серйозних загроз в даний час. Можливий перевипас в деяких частинах його ареалу. Кілька колекцій відомі з ботанічних садів. Багато колекцій, як відомо, походять з охоронних територій.